# Стары-Сонч
Стары-Сонч (пол. Stary Sącz) — город в Польше, входит в Малопольское воеводство, Новосонченский повят. Занимает площадь 16,56 км². Население — 9107 человек (на 2013 год).
Город входит в состав городско-сельской гмины Стары-Сонч и исполняет функцию её административного центра.

## История
Первое упоминание датируется 1257 годом в документах краковского-сандомирского князя Болеслава V Стыдливого, даровавшего Старый Сонч своей жене Кунигунде Венгерской, которая после смерти мужа основала и поступила в монастырь клариссинок в Старом Сонче.
В 1358 король Казимир III предоставил городу магдебургское право. В 1410 город сжег Сцибор из Сцибожице, командовавший войсками императора Священной Римской империи Сигизмунда.
После первого раздела Речи Посполитой город вошел в состав Австрии.

## Известные уроженцы и жители
- Барыч, Хенрик (1901—1994) — польский историк.

## Города-партнеры
- Кестхей, Венгрия
- Левоча, Словакия
- Липтовски-Микулаш, Словакия
- Харадок, Словакия
- Чугуев, Украина